# Australian Stumpy Tail Cattle Dog
L'Australian Stumpy Tail Cattle Dog è una razza canina originaria dell'Australia riconosciuta in via provvisoria nel 2005.
La razza è assai poco diffusa. Come indica il suo nome, la funzione primaria di questo cane è il controllo e la guida del bestiame, sia su spazi ampi che su superfici limitate ed anche in condizioni molto dure. È sempre in stato di allerta, estremamente intelligente, vigile, coraggioso e sicuro; la sua devozione assoluta al proprio compito ne fa il cane da bovari ideale.

## Storia
Lo “Stumpy Tail” ha una lunga storia in Australia. Già agli inizi del XIX secolo era accuratamente allevato per custodire il bestiame. Ci sono due scuole di pensiero per quel che riguarda il fondatore della razza. La prima versione cita un certo Thomas Simpson Hall che avrebbe incrociato cani da bestiame del nord dell'Inghilterra, gli Smithfield, con dei Dingo, cani originari dell'Australia, creando così il primo bovaro australiano, conosciuto come "Hall's Heeler" o "cane da piede di Hall" (verso il 1830). Nella seconda versione, un bovaro di nome Timmins di Bathurst, del Nuovo Galles del Sud, nel 1830 accoppiò uno Smithfield con il Dingo indigeno australiano, e la progenie, costituita da cani rossi anuri era conosciuta col nome di "Timmins Biters" o "morsicatori di Timmins". Questi cani erano dei gran lavoratori, ma si rivelarono troppo severi con il bestiame, poiché tendevano a mordere eccessivamente. Occorreva un altro incrocio. Fu aggiunto un collie blue merle a pelo corto, e il risultato fu un eccellente cane tuttofare, l'antenato dell'odierno Stumpy Tail Cattle Dog. Lo Smithfields aveva apportato la naturale coda corta, il dingo il colore rosso, come pure un naturale adattamento alle dure condizioni ambientali dell'interno. Il colore blu veniva dal collie blu merle, che era anche conosciuto come “german collie”. Normalmente gli “Stumpy Tails” erano allevati nelle vaste aree rurali dell'Australia e solo un esiguo numero di questi cani veniva registrato nei Libri di Origine. Nel 2001, questa antica razza fu rinominata “Australian Stumpy Tail Cattle Dog”.

## Aspetto
Il suo cranio è ampio e piatto fra gli orecchi; si restringe leggermente verso gli occhi. Il muso è di moderata lunghezza, ben pieno sotto gli occhi, con le potenti mascelle che si restringono in un forte muso smussato. Il collo è di una potenza eccezionale, arcuato, muscoloso e di media lunghezza. Ha un dorso diritto, ampio e forte. La coda è integra, di una lunghezza naturale che non superi i 10 centimetri. I piedi sono rotondi, forti, con cuscinetti spessi e dita bene arcuate, strettamente unite. Unghie forti, corte e di colore scuro. La sua corporatura snella lo rende capace di movimenti veloci e scattanti. È un cane a pelo corto. Il cane potrebbe essere blu o macchiettato di blu, monocolore. La testa può avere macchie nere. Oppure il colore potrebbe essere un buon rosso picchiettato omogeneo, compreso il sottopelo (non bianco o crema), con o senza macchie rosse più scure sulla testa.
Alcuni esemplari possono nascere anuri o brachiuri.

## Carattere
Lo “Stumpy” ha un'attitudine naturale per il lavoro e la custodia del bestiame, e un temperamento leale, coraggioso e fedele. È sempre attento, guardingo e obbediente, sebbene sospettoso verso gli estranei.